# Skate Canada International
Skate Canada International è una competizione di livello senior solo su invito internazionale di pattinaggio di figura organizzato da Skate Canada. È la seconda gara del Grand Prix ISU di pattinaggio di figura. Il luogo in cui si svolge cambia ogni anno. Le medaglie vengono assegnate in quattro discipline: singolo maschile, singolo femminile, coppie e danza su ghiaccio. Il primo Skate Canada si è tenuto nel 1973. Il concorso del 1987 a Calgary, Alberta era l'evento di prova per i Giochi Olimpici Invernali 1988. È stato aggiunto alla serie Grand Prix nel 1995, anno in cui ha avuto inizio.

## Albo d'oro

### Singolo maschile
| Anno | Luogo                           | Oro                                    | Argento                                | Bronzo                                 |
| 1973 | Calgary                         | Toller Cranston                        | Ron Shaver                             | Minoru Sano                            |
| 1974 | Kitchener                       | Ron Shaver                             | Minoru Sano                            | Charles Tickner                        |
| 1975 | Edmonton                        | Toller Cranston                        | Ron Shaver                             | Terry Kubicka                          |
| 1976 | Ottawa                          | Ron Shaver                             | Robin Cousins                          | David Santee                           |
| 1977 | Moncton                         | Robin Cousins                          | Charles Tickner                        | Scott Cramer                           |
| 1978 | Vancouver                       | Fumio Igarashi                         | Charles Tickner                        | Brian Pockar                           |
| 1979 | La competizione non si è svolta | La competizione non si è svolta        | La competizione non si è svolta        | La competizione non si è svolta        |
| 1980 | Calgary                         | Scott Hamilton                         | Brian Pockar                           | David Santee                           |
| 1981 | Ottawa                          | Norbert Schramm                        | Brian Orser                            | Jozef Sabovčík                         |
| 1982 | Kitchener                       | Brian Boitano                          | Brian Orser                            | Heiko Fischer                          |
| 1983 | Halifax                         | Brian Orser                            | Grzegorz Filipowski                    | Masaru Ogawa                           |
| 1984 | Victoria                        | Brian Orser                            | Grzegorz Filipowski                    | Masaru Ogawa                           |
| 1985 | London                          | Jozef Sabovčík                         | Scott Williams                         | Grzegorz Filipowski                    |
| 1986 | Regina                          | Vitalij Egorov                         | Christopher Bowman                     | Grzegorz Filipowski                    |
| 1987 | Calgary                         | Brian Orser                            | Brian Boitano                          | Viktor Petrenko                        |
| 1988 | Thunder Bay                     | Kurt Browning                          | Viktor Petrenko                        | Angelo D'Agostino                      |
| 1989 | Cornwall                        | Petr Barna                             | Paul Wylie                             | Daniel Weiss                           |
| 1990 | Lethbridge                      | Kurt Browning                          | Grzegorz Filipowski                    | Mark Mitchell                          |
| 1991 | London                          | Elvis Stojko                           | Vasili Eremenko                        | Paul Wylie                             |
| 1992 | Victoria                        | Elvis Stojko                           | Scott Davis                            | Éric Millot                            |
| 1993 | Ottawa                          | Kurt Browning                          | Mark Mitchell                          | Steven Cousins                         |
| 1994 | Red Deer                        | Elvis Stojko                           | Michael Shmerkin                       | Sébastien Britten                      |
| 1995 | Saint John                      | Aleksej Urmanov                        | Michael Shmerkin                       | Éric Millot                            |
| 1996 | Kitchener                       | Elvis Stojko                           | Il'ja Kulik                            | Scott Davis                            |
| 1997 | Halifax                         | Elvis Stojko                           | Il'ja Kulik                            | Michael Tyllesen                       |
| 1998 | Kamloops                        | Evgenij Pljuščenko                     | Elvis Stojko                           | Szabolcs Vidrai                        |
| 1999 | Saint John                      | Aleksej Jagudin                        | Elvis Stojko                           | Takeshi Honda                          |
| 2000 | Mississauga                     | Aleksej Jagudin                        | Todd Eldredge                          | Matthew Savoie                         |
| 2001 | Saskatoon                       | Aleksej Jagudin                        | Elvis Stojko                           | Todd Eldredge                          |
| 2002 | Québec                          | Takeshi Honda                          | Emanuel Sandhu                         | Stanislav Timčenko                     |
| 2003 | Mississauga                     | Evgenij Pljuščenko                     | Jeffrey Buttle                         | Takeshi Honda                          |
| 2004 | Halifax                         | Emanuel Sandhu                         | Ben Ferreira                           | Jeffrey Buttle                         |
| 2005 | St. John's                      | Emanuel Sandhu                         | Jeffrey Buttle                         | Nobunari Oda                           |
| 2006 | Victoria                        | Stéphane Lambiel                       | Daisuke Takahashi                      | Johnny Weir                            |
| 2007 | Québec                          | Brian Joubert                          | Kevin van der Perren                   | Jeffrey Buttle                         |
| 2008 | Ottawa                          | Patrick Chan                           | Ryan Bradley                           | Evan Lysacek                           |
| 2009 | Kitchener                       | Jeremy Abbott                          | Daisuke Takahashi                      | Alban Préaubert                        |
| 2010 | Kingston                        | Patrick Chan                           | Nobunari Oda                           | Adam Rippon                            |
| 2011 | Mississauga                     | Patrick Chan                           | Javier Fernández                       | Daisuke Takahashi                      |
| 2012 | Windsor                         | Javier Fernández                       | Patrick Chan                           | Nobunari Oda                           |
| 2013 | Saint John                      | Patrick Chan                           | Yuzuru Hanyū                           | Nobunari Oda                           |
| 2014 | Kelowna                         | Takahito Mura                          | Javier Fernández                       | Max Aaron                              |
| 2015 | Lethbridge                      | Patrick Chan                           | Yuzuru Hanyū                           | Daisuke Murakami                       |
| 2016 | Mississauga                     | Patrick Chan                           | Yuzuru Hanyū                           | Kevin Reynolds                         |
| 2017 | Regina                          | Shōma Uno                              | Jason Brown                            | Aleksandr Samarin                      |
| 2018 | Laval                           | Shōma Uno                              | Keegan Messing                         | Cha Jun-hwan                           |
| 2019 | Kelowna                         | Yuzuru Hanyū                           | Nam Nguyen                             | Keiji Tanaka                           |
| 2020 | Ottawa                          | Evento cancellato a causa del COVID-19 | Evento cancellato a causa del COVID-19 | Evento cancellato a causa del COVID-19 |
| 2021 | Vancouver                       | Nathan Chen                            | Jason Brown                            | Evgeni Semenenko                       |
| 2022 | Mississauga                     | Shōma Uno                              | Kao Miura                              | Matteo Rizzo                           |
| 2023 | Vancouver                       | Sōta Yamamoto                          | Kao Miura                              | Matteo Rizzo                           |
| 2024 | Halifax                         | Ilia Malinin                           | Shun Sato                              | Cha Jun-hwan                           |

### Singolo femminile
| Anno | Luogo                           | Oro                                    | Argento                                | Bronzo                                 |
| 1973 | Calgary                         | Lynn Nightingale                       | Barbara Terpenning                     | Jean Scott                             |
| 1974 | Kitchener                       | Lynn Nightingale                       | Anett Pötzsch                          | Wendy Burge                            |
| 1975 | Edmonton                        | Susanna Driano                         | Kath Malmberg                          | Emi Watanabe                           |
| 1976 | Ottawa                          | Kim Alletson                           | Karena Richardson                      | Garnet Ostermeier                      |
| 1977 | Moncton                         | Linda Fratianne                        | Lisa-Marie Allen                       | Heather Kemkaran                       |
| 1978 | Vancouver                       | Lisa-Marie Allen                       | Claudia Kristofics-Binder              | Kristiina Wegelius                     |
| 1979 | La competizione non si è svolta | La competizione non si è svolta        | La competizione non si è svolta        | La competizione non si è svolta        |
| 1980 | Calgary                         | Elaine Zayak                           | Tracey Wainman                         | Claudia Kristofics-Binder              |
| 1981 | Ottawa                          | Tracey Wainman                         | Rosalynn Sumners                       | Kira Ivanova                           |
| 1982 | Kitchener                       | Vikki De Vries                         | Kristiina Wegelius                     | Rosalynn Sumners                       |
| 1983 | Halifax                         | Katarina Witt                          | Kay Thomson                            | Tiffany Chin                           |
| 1984 | Victoria                        | Midori Itō                             | Tiffany Chin                           | Natal'ja Lebedeva                      |
| 1985 | London                          | Caryn Kadavy                           | Elizabeth Manley                       | Patricia Neske                         |
| 1986 | Regina                          | Elizabeth Manley                       | Claudia Leistner                       | Joanne Conway                          |
| 1987 | Calgary                         | Debi Thomas                            | Elizabeth Manley                       | Joanne Conway                          |
| 1988 | Thunder Bay                     | Natal'ja Lebedeva                      | Jill Trenary                           | Patricia Neske                         |
| 1989 | Cornwall                        | Kristi Yamaguchi                       | Simone Lang                            | Natal'ja Lebedeva                      |
| 1990 | Lethbridge                      | Josée Chouinard                        | Lisa Sargeant                          | Holly Cook                             |
| 1991 | London                          | Surya Bonaly                           | Marina Kielmann                        | Karen Preston                          |
| 1992 | Victoria                        | Marija Butyrskaja                      | Alice Sue Claeys                       | Josée Chouinard                        |
| 1993 | Ottawa                          | Chen Lu                                | Ol'ga Markova                          | Karen Preston                          |
| 1994 | Red Deer                        | Krisztina Czakó                        | Laetitia Hubert                        | Jessica Mills                          |
| 1995 | Saint John                      | Michelle Kwan                          | Hanae Yokoya                           | Josée Chouinard                        |
| 1996 | Kitchener                       | Irina Sluckaja                         | Tara Lipinski                          | Lucinda Ruh                            |
| 1997 | Halifax                         | Michelle Kwan                          | Marija Butyrskaja                      | Surya Bonaly                           |
| 1998 | Kamloops                        | Olena Ljašenko                         | Fumie Suguri                           | Irina Sluckaja                         |
| 1999 | Saint John                      | Michelle Kwan                          | Julija Soldatova                       | Jennifer Robinson                      |
| 2000 | Mississauga                     | Irina Sluckaja                         | Michelle Kwan                          | Fumie Suguri                           |
| 2001 | Saskatoon                       | Sarah Hughes                           | Irina Sluckaja                         | Michelle Kwan                          |
| 2002 | Québec                          | Sasha Cohen                            | Fumie Suguri                           | Viktorija Volčkova                     |
| 2003 | Mississauga                     | Sasha Cohen                            | Shizuka Arakawa                        | Júlia Sebestyén                        |
| 2004 | Halifax                         | Cynthia Phaneuf                        | Yoshie Onda                            | Susanna Pöykiö                         |
| 2005 | St. John's                      | Alissa Czisny                          | Joannie Rochette                       | Yukari Nakano                          |
| 2006 | Victoria                        | Joannie Rochette                       | Fumie Suguri                           | Yuna Kim                               |
| 2007 | Québec                          | Mao Asada                              | Yukari Nakano                          | Joannie Rochette                       |
| 2008 | Ottawa                          | Joannie Rochette                       | Fumie Suguri                           | Alissa Czisny                          |
| 2009 | Kitchener                       | Joannie Rochette                       | Alissa Czisny                          | Laura Lepistö                          |
| 2010 | Kingston                        | Alissa Czisny                          | Ksenija Makarova                       | Amélie Lacoste                         |
| 2011 | Mississauga                     | Elizaveta Tuktamyševa                  | Akiko Suzuki                           | Ashley Wagner                          |
| 2012 | Windsor                         | Kaetlyn Osmond                         | Akiko Suzuki                           | Kanako Murakami                        |
| 2013 | Saint John                      | Julija Lipnickaja                      | Akiko Suzuki                           | Gracie Gold                            |
| 2014 | Kelowna                         | Anna Pogorilaja                        | Ashley Wagner                          | Satoko Miyahara                        |
| 2015 | Lethbridge                      | Ashley Wagner                          | Elizaveta Tuktamyševa                  | Yuka Nagai                             |
| 2016 | Mississauga                     | Evgenia Medvedeva                      | Kaetlyn Osmond                         | Satoko Miyahara                        |
| 2017 | Regina                          | Kaetlyn Osmond                         | Marija Sotskova                        | Ashley Wagner                          |
| 2018 | Laval                           | Elizaveta Tuktamyševa                  | Mako Yamashita                         | Evgenia Medvedeva                      |
| 2019 | Kelowna                         | Aleksandra Trusova                     | Rika Kihira                            | You Young                              |
| 2020 | Ottawa                          | Evento cancellato a causa del COVID-19 | Evento cancellato a causa del COVID-19 | Evento cancellato a causa del COVID-19 |
| 2021 | Vancouver                       | Kamila Valieva                         | Elizaveta Tuktamyševa                  | Alëna Kostornaja                       |
| 2022 | Mississauga                     | Rinka Watanabe                         | Starr Andrews                          | You Young                              |
| 2023 | Vancouver                       | Kaori Sakamoto                         | Kim Chae-yeon                          | Rino Matsuike                          |
| 2024 | Halifax                         | Kaori Sakamoto                         | Rino Matsuike                          | Hana Yoshida                           |

### Coppie
| Anno       | Luogo                           | Oro                                      | Argento                                   | Bronzo                                        |
| 1973 –1983 | Le coppie non hanno partecipato | Le coppie non hanno partecipato          | Le coppie non hanno partecipato           | Le coppie non hanno partecipato               |
| 1984       | Victoria                        | Elena Bečke / Valerij Kornienko          | Cynthia Coull / Mark Rowsom               | Katherina Matousek / Lloyd Eisler             |
| 1985       | London                          | Ekaterina Gordeeva / Sergej Grin'kov     | Veronika Peršina / Marat Akbarov          | Denise Benning / Lyndon Johnston              |
| 1986       | Regina                          | Cynthia Coull / Mark Rowsom              | Ekaterina Gordeeva / Sergej Grin'kov      | Natalie Seybold / Wayne Seybold               |
| 1987       | Calgary                         | Christine Hough / Doug Ladret            | Elena Kvitčenko / Rašid Kadyrkaev         | Katy Keely / Joseph Mero                      |
| 1988       | Thunder Bay                     | Isabelle Brasseur / Lloyd Eisler         | Peggy Schwarz / Alexander König           | Ekaterina Murugova / Artëm Torgašev           |
| 1989       | Cornwall                        | Elena Leonova / Gennadij Krasnickij      | Cindy Landry / Lyndon Johnston            | Michelle Menzies / Kevin Wheeler              |
| 1990       | Lethbridge                      | Isabelle Brasseur / Lloyd Eisler         | Evgenija Šiškova / Vadim Naumov           | Michelle Menzies / Kevin Wheeler              |
| 1991       | London                          | Stacey Ball / Jean-Michel Bombardier     | Michelle Menzies / Kevin Wheeler          | Marina El'cova / Andrej Buškov                |
| 1992       | Victoria                        | Mandy Wötzel / Ingo Steuer               | Michelle Menzies / Jean-Michel Bombardier | Danielle Carr / Stephen Carr                  |
| 1993       | Ottawa                          | Ekaterina Gordeeva / Sergej Grin'kov     | Radka Kovaříková / René Novotný           | Michelle Menzies / Jean-Michel Bombardier     |
| 1994       | Red Deer                        | Kristy Sargeant / Kris Wirtz             | Elena Berežnaja / Oleg Šljachov           | Sarah Abitbol / Stéphane Bernadis             |
| 1995       | Saint John                      | Evgenija Šiškova / Vadim Naumov          | Marija Petrova / Anton Sicharulidze       | Jodeyne Higgins / Sean Rice                   |
| 1996       | Kitchener                       | Mandy Wötzel / Ingo Steuer               | Marina El'cova / Andrej Buškov            | Kyoko Ina / Jason Dungjen                     |
| 1997       | Halifax                         | Oksana Kazakova / Artur Dmitriev         | Marina Khalturina / Andrei Kroukov        | Sarah Abitbol / Stéphane Bernadis             |
| 1998       | Kamloops                        | Shen Xue / Zhao Hongbo                   | Marija Petrova / Aleksej Tichonov         | Jamie Salé / David Pelletier                  |
| 1999       | Saint John                      | Elena Berežnaja / Anton Sicharulidze     | Kyoko Ina / John Zimmerman                | Kristy Wirtz / Kris Wirtz                     |
| 2000       | Mississauga                     | Jamie Salé / David Pelletier             | Elena Berežnaja / Anton Sicharulidze      | Marija Petrova / Aleksej Tichonov             |
| 2001       | Saskatoon                       | Jamie Salé / David Pelletier             | Tat'jana Tot'mjanina / Maksim Marinin     | Anabelle Langlois / Patrice Archetto          |
| 2002       | Québec                          | Tat'jana Tot'mjanina / Maksim Marinin    | Pang Qing / Tong Jian                     | Anabelle Langlois / Patrice Archetto          |
| 2003       | Mississauga                     | Tat'jana Tot'mjanina / Maksim Marinin    | Shen Xue / Zhao Hongbo                    | Dorota Zagórska / Mariusz Siudek              |
| 2004       | Halifax                         | Shen Xue / Zhao Hongbo                   | Pang Qing / Tong Jian                     | Dorota Zagórska / Mariusz Siudek              |
| 2005       | St. John's                      | Aliona Savchenko / Robin Szolkowy        | Marija Petrova / Aleksej Tichonov         | Valérie Marcoux / Craig Buntin                |
| 2006       | Victoria                        | Zhang Dan / Zhang Hao                    | Rena Inoue / John Baldwin                 | Valérie Marcoux / Craig Buntin                |
| 2007       | Québec                          | Aliona Savchenko / Robin Szolkowy        | Jessica Dubé / Bryce Davison              | Juko Kavaguti / Aleksandr Smirnov             |
| 2008       | Ottawa                          | Juko Kavaguti / Aleksandr Smirnov        | Jessica Dubé / Bryce Davison              | Keauna McLaughlin / Rockne Brubaker           |
| 2009       | Kitchener                       | Aliona Savchenko / Robin Szolkowy        | Marija Muchortova / Maksim Tran'kov       | Jessica Dubé / Bryce Davison                  |
| 2010       | Kingston                        | Ljubov' Iljušečkina / Nodari Maisuradze  | Kirsten Moore-Towers / Dylan Moscovitch   | Paige Lawrence / Rudi Swiegers                |
| 2011       | Mississauga                     | Tat'jana Volosožar / Maksim Tran'kov     | Sui Wenjing / Han Cong                    | Meagan Duhamel / Eric Radford                 |
| 2012       | Windsor                         | Aliona Savchenko / Robin Szolkowy        | Meagan Duhamel / Eric Radford             | Stefania Berton / Ondřej Hotárek              |
| 2013       | Saint John                      | Stefania Berton / Ondřej Hotárek         | Sui Wenjing / Han Cong                    | Meagan Duhamel / Eric Radford                 |
| 2014       | Kelowna                         | Meagan Duhamel / Eric Radford            | Sui Wenjing / Han Cong                    | Evgenija Tarasova / Vladimir Morozov          |
| 2015       | Lethbridge                      | Meagan Duhamel / Eric Radford            | Evgenija Tarasova / Vladimir Morozov      | Kirsten Moore-Towers / Michael Marinaro       |
| 2016       | Mississauga                     | Meagan Duhamel / Eric Radford            | Xiaoyu Yu / Hao Zhang                     | Ljubov' Iljušečkina / Dylan Moscovitch        |
| 2017       | Regina                          | Meagan Duhamel / Eric Radford            | Aliona Savchenko / Bruno Massot           | Vanessa James / Morgan Cipres                 |
| 2018       | Laval                           | Vanessa James / Morgan Cipres            | Peng Cheng / Jin Yang                     | Kirsten Moore-Towers / Michael Marinaro       |
| 2019       | Kelowna                         | Aleksandra Bojkova / Dmitrij Kozlovskij  | Kirsten Moore-Towers / Michael Marinaro   | Evgenija Tarasova / Vladimir Morozov          |
| 2020       | Ottawa                          | Evento cancellato a causa del COVID-19   | Evento cancellato a causa del COVID-19    | Evento cancellato a causa del COVID-19        |
| 2021       | Vancouver                       | Sui Wenjing / Han Cong                   | Dar'ja Pavljučenko / Denis Chodykin       | Ashley Cain-Gribble / Timothy LeDuc           |
| 2022       | Mississauga                     | Riku Miura / Ryūichi Kihara              | Emily Chan / Spencer Akira Howe           | Sara Conti / Niccolò Macii                    |
| 2022       | Mississauga                     | Deanna Stellato-Dudek / Maxime Deschamps | Maria Pavlova / Alexei Sviatchenko        | Lucrezia Beccari / Matteo Guarise             |
| 2024       | Halifax                         | Deanna Stellato-Dudek / Maxime Deschamps | Ekaterina Geynish / Dmitrii Chigirev      | Anastasia Golubeva / Hektor Giotopoulos Moore |

### Danza su ghiaccio
| Anno | Luogo                           | Oro                                     | Argento                                | Bronzo                                  |
| 1973 | Calgary                         | Hilary Green / Glyn Watts               | Louise Soper / Barry Soper             | Irina Moiseeva / Andrej Minenkov        |
| 1974 | Kitchener                       | Irina Moiseeva / Andrej Minenkov        | Colleen O'Connor / James Millns        | Janet Thompson / Warren Maxwell         |
| 1975 | Edmonton                        | Natal'ja Liničuk / Gennadij Karponosov  | Barbara Berezowski / David Porter      | Matilde Ciccia / Lamberto Ceserani      |
| 1976 | Ottawa                          | Natal'ja Liničuk / Gennadij Karponosov  | Janet Thompson / Warren Maxwell        | Susan Carscallen / Eric Gillies         |
| 1977 | Moncton                         | Janet Thompson / Warren Maxwell         | Marina Zueva / Andrej Vitman           | Lorna Wighton / John Dowding            |
| 1978 | Vancouver                       | Krisztina Regőczy / András Sallay       | Lorna Wighton / John Dowding           | Marina Zueva / Andrej Vitman            |
| 1979 | La competizione non si è svolta | La competizione non si è svolta         | La competizione non si è svolta        | La competizione non si è svolta         |
| 1980 | Calgary                         | Judy Blumberg / Michael Seibert         | Karen Barber / Nicky Slater            | Marie McNeill / Robert McCall           |
| 1981 | Ottawa                          | Carol Fox / Richard Dalley              | Karen Barber / Nicky Slater            | Natal'ja Karamyševa / Rostislav Sinicyn |
| 1982 | Kitchener                       | Elisa Spitz / Scott Gregory             | Tracy Wilson / Robert McCall           | Natal'ja Annenko / Genrich Sretenskij   |
| 1983 | Halifax                         | Tracy Wilson / Robert McCall            | Wendy Sessions / Stephen Williams      | Natal'ja Annenko / Genrich Sretenskij   |
| 1984 | Victoria                        | Ol'ga Voložinskaja / Aleksandr Svinin   | Petra Born / Rainer Schönborn          | Kelly Johnson / John Thomas             |
| 1985 | London                          | Renée Roca / Donald Adair               | Ol'ga Voložinskaja / Aleksandr Svinin  | Kathrin Beck / Christoff Beck           |
| 1986 | Regina                          | Natal'ja Annenko / Genrich Sretenskij   | Suzanne Semanick / Scott Gregory       | Karyn Garossino / Rod Garossino         |
| 1987 | Calgary                         | Tracy Wilson / Robert McCall            | Kathrin Beck / Christoff Beck          | Lia Trovati / Roberto Pelizzola         |
| 1988 | Thunder Bay                     | Natal'ja Annenko / Genrich Sretenskij   | April Sargent / Russ Witherby          | Melanie Cole / Michael Farrington       |
| 1989 | Cornwall                        | Suzanne Semanick / Ron Kravette         | Michelle McDonald / Mark Mitchell      | Jacqueline Petr / Mark Janoschak        |
| 1990 | Lethbridge                      | Jacqueline Petr / Mark Janoschak        | Iryna Romanova / Igor Jarošenko        | Małgorzata Grajcar / Andrzej Dostatni   |
| 1991 | London                          | Stefania Calegari / Pasquale Camerlengo | Sophie Moniotte / Pascal Lavanchy      | Kateřina Mrázová / Martin Šimeček       |
| 1992 | Victoria                        | Susanna Rahkamo / Petri Kokko           | Jaroslava Nečaeva / Jurij Česničenko   | Kateřina Mrázová / Martin Šimeček       |
| 1993 | Ottawa                          | Sophie Moniotte / Pascal Lavanchy       | Tat'jana Navka / Samuel Gezolian       | Shae-Lynn Bourne / Victor Kraatz        |
| 1994 | Red Deer                        | Shae-Lynn Bourne / Victor Kraatz        | Margarita Drobiazko / Povilas Vanagas  | Renée Roca / Gorša Sur                  |
| 1995 | Saint John                      | Shae-Lynn Bourne / Victor Kraatz        | Marina Anisina / Gwendal Peizerat      | Iryna Romanova / Igor Jarošenko         |
| 1996 | Kitchener                       | Shae-Lynn Bourne / Victor Kraatz        | Marina Anisina / Gwendal Peizerat      | Barbara Fusar-Poli / Maurizio Margaglio |
| 1997 | Halifax                         | Shae-Lynn Bourne / Victor Kraatz        | Elizabeth Punsalan / Jerod Swallow     | Irina Lobačëva / Il'ja Averbuch         |
| 1998 | Kamloops                        | Shae-Lynn Bourne / Victor Kraatz        | Margarita Drobiazko / Povilas Vanagas  | Sylwia Nowak / Sebastian Kolasiński     |
| 1999 | Saint John                      | Margarita Drobiazko / Povilas Vanagas   | Olena Hrušyna / Ruslan Hončarov        | Isabelle Delobel / Olivier Schoenfelder |
| 2000 | Mississauga                     | Marina Anisina / Gwendal Peizerat       | Galit Chait / Sergej Sachnovskij       | Marie-France Dubreuil / Patrice Lauzon  |
| 2001 | Saskatoon                       | Shae-Lynn Bourne / Victor Kraatz        | Galit Chait / Sergej Sachnovskij       | Isabelle Delobel / Olivier Schoenfelder |
| 2002 | Québec                          | Olena Hrušyna / Ruslan Hončarov         | Marie-France Dubreuil / Patrice Lauzon | Svetlana Kulikova / Arsenij Markov      |
| 2003 | Mississauga                     | Tat'jana Navka / Roman Kostomarov       | Albena Denkova / Maksim Staviski       | Marie-France Dubreuil / Patrice Lauzon  |
| 2004 | Halifax                         | Albena Denkova / Maksim Staviski        | Marie-France Dubreuil / Patrice Lauzon | Galit Chait / Sergej Sachnovskij        |
| 2005 | St. John's                      | Marie-France Dubreuil / Patrice Lauzon  | Olena Hrušyna / Ruslan Hončarov        | Melissa Gregory / Denis Petuchov        |
| 2006 | Victoria                        | Marie-France Dubreuil / Patrice Lauzon  | Tessa Virtue / Scott Moir              | Federica Faiella / Massimo Scali        |
| 2007 | Québec                          | Tessa Virtue / Scott Moir               | Anna Cappellini / Luca Lanotte         | Pernelle Carron / Mathieu Jost          |
| 2008 | Ottawa                          | Meryl Davis / Charlie White             | Vanessa Crone / Paul Poirier           | Nathalie Péchalat / Fabian Bourzat      |
| 2009 | Kitchener                       | Tessa Virtue / Scott Moir               | Nathalie Péchalat / Fabian Bourzat     | Kaitlyn Weaver / Andrew Poje            |
| 2010 | Kingston                        | Vanessa Crone / Paul Poirier            | Sinead Kerr / John Kerr                | Madison Chock / Greg Zuerlein           |
| 2011 | Mississauga                     | Tessa Virtue / Scott Moir               | Kaitlyn Weaver / Andrew Poje           | Anna Cappellini / Luca Lanotte          |
| 2012 | Windsor                         | Tessa Virtue / Scott Moir               | Anna Cappellini / Luca Lanotte         | Ekaterina Rjazanova / Il'ja Tkačenko    |
| 2013 | Saint John                      | Tessa Virtue / Scott Moir               | Kaitlyn Weaver / Andrew Poje           | Madison Hubbell / Zachary Donohue       |
| 2014 | Kelowna                         | Kaitlyn Weaver / Andrew Poje            | Piper Gilles / Paul Poirier            | Madison Hubbell / Zachary Donohue       |
| 2015 | Lethbridge                      | Kaitlyn Weaver / Andrew Poje            | Maia Shibutani / Alex Shibutani        | Ekaterina Bobrova / Dmitrij Solov'ëv    |
| 2016 | Mississauga                     | Tessa Virtue / Scott Moir               | Madison Chock / Evan Bates             | Piper Gilles / Paul Poirier             |
| 2017 | Regina                          | Tessa Virtue / Scott Moir               | Kaitlyn Weaver / Andrew Poje           | Madison Hubbell/ Zachary Donohue        |
| 2018 | Laval                           | Madison Hubbell/ Zachary Donohue        | Viktorija Sinicina / Nikita Kacalapov  | Piper Gilles / Paul Poirier             |
| 2019 | Kelowna                         | Piper Gilles / Paul Poirier             | Madison Hubbell / Zachary Donohue      | Lilah Fear / Lewis Gibson               |
| 2020 | Ottawa                          | Evento cancellato a causa del COVID-19  | Evento cancellato a causa del COVID-19 | Evento cancellato a causa del COVID-19  |
| 2021 | Vancouver                       | Piper Gilles / Paul Poirier             | Charlène Guignard / Marco Fabbri       | Olivia Smart / Adrian Diaz              |
| 2022 | Mississauga                     | Piper Gilles / Paul Poirier             | Lilah Fear / Lewis Gibson              | Marjorie Lajoie / Zachary Lagha         |
| 2022 | Mississauga                     | Piper Gilles / Paul Poirier             | Lilah Fear / Lewis Gibson              | Allison Reed / Saulius Ambrulevicius    |
| 2024 | Halifax                         | Piper Gilles / Paul Poirier             | Marjorie Lajoie / Zachary Lagha        | Eugeniia Lopareva / Geoffrey Brissaud   |